# Partido Dominicano
El Partido Dominicano fue el partido político fundado por Rafael Leónidas Trujillo el 16 de agosto de 1931 al año de su llegada al poder. Fue la principal agrupación política en la República Dominicana durante el período de la dictadura trujillista.
El 16 de agosto de 1935 fue inaugurada la estación de radio HIN, "La Voz del Partido Dominicano" que estuvo dedicada a servir de medio propagador de las actividades del Partido Dominicano.
En la imagen de la bandera del partido se puede observar que el lema de este aparato político coincidía con las letras iniciales del nombre del Generalísimo.
| Rectitud  | - | Rafael   |
| Libertad  | - | Leónidas |
| Trabajo   | - | Trujillo |
| Moralidad | - | Molina   |

El Partido Dominicano fue el único movimiento político permitido durante el régimen y controló la vida política dominicana durante tres décadas. Durante este tiempo, a pesar de que Trujillo no era el presidente de iure o teórico, seguía controlado el gobierno a través de presidentes títeres, dentro de los cuales se cuentan familiares del dictador.
El carné de miembro del partido se convertiría en un documento obligado para todos los dominicanos mayores de edad. Regularmente las patrullas militares que recorrían la ciudad exigían a los ciudadanos los llamados "tres golpes":
- La cédula de identificación personal
- El papel de certificación de haber hecho el servicio militar obligatorio
- El carné de miembro del PD, conocido popularmente como "la palmita"

Quien no tuviese estos tres documentos podía ser acusado de delito de vagancia.

## Historia
El Partido Dominicano, fundado el 16 de agosto del año 1931
, por Rafael Leónidas Trujillo Molina contaba con 1,302,751 de inscripciones de ambos sexos, estaba constituido por una Junta Central Directiva, 23 juntas provinciales, 69 juntas comunales, 15 juntas de distrito municipales, 8 juntas seccionales y 1,769 subjuntas urbanas y rurales. Tras la caída de la dictadura de Trujillo el 30 de mayo de 1961, no demoraron en comenzar las presiones internas y externas para cambiar el aspecto que tenía la dictadura Trujillista.
El mismo presidente de la época, Joaquín Balaguer comprendió que debía seguir adelante con el empeño que llamó "democratización", aunque en condiciones distintas a las quería imponer la dictadura de Trujillo, mayormente, porque así lo proponía intereses extranacionales, que se mantenían firmes en sostener las sanciones, que se mantenían que pesaban sobre el país alegando persistía un estado trujillista sin Trujillo. Para llevar adelante su empeño, Balaguer ofreció autorizar el funcionamiento de nuevos partidos políticos, los primeros que tendrían vigencia desde intentos, años atrás, de algunos dirigentes izquierdista provenientes de Cuba, quienes en nombre del Movimiento Popular Dominicano, partido marxista-leninista aceptaron venir a realizar campañas políticas al país.
En efecto el 5 de julio llegaron al país los dirigentes del Partido Revolucionario Dominicano, que encontraban en el exilio Ángel Miolán, Nicolás Silfa y Ramón Castillo, quienes habían recibido una invitación del presidente Balaguer para constituir su agrupación política en el país. El 8 de julio, tres días después se reunieron los dirigentes clandestinos de la Agrupación Política 14 de Junio en la casa del cardiólogo José Fernández Caminero para considerar la estructuración de su movimiento como partido y su eventual participación en las elecciones de mayo del año 1962. Luego, un grupo de notables personalidades ligadas al mundo profesional, comercial y empresarial, que se habían negado a colocar con Trujillo o que rompiera con él en el curso de su regencia, a la cabeza de los cuales estaba el médico Viriato Fiallo, se reunió para constituir una agrupación política de ciudadanos, la Unión Cívica Nacional (UNC), cuya finalidad original era darle consecuencia a la población para luchar contra los remanentes en el poder del dictador ajusticiado. A la UNC se aliaron muy pronto las clases más conservadoras del país, la burguesía dominicana antitrujillista, los grandes comerciantes que habían sido reducidas en sus actividades y en riqueza por la familia Trujillo y los dueños de haciendas, en la región del Cibao, donde esta organización política creció rápidamente.
El 10 de julio el Partido Dominicano convocó para una reunión masiva donde reafirmaría sus postulados e iniciaría su campaña electoral para las elecciones previstas , que serían más adelante en 1961. En esta reunión política celebrada en el Parque Colón, con asistencia moderada de varios miles de personas, y misma plaza por el recién llegado Partido Revolucionario Dominicano, agotaron su turno entre otros oradores Virgilio Álvarez Pina quien quedó con la poderosa Junta Central Directiva del Partido Dominicano. Con la notoria debilidad del Partido Dominicano surgían otros grupos trujillistas como la Asociación de la Juventud Trujillista, que presidio Julio César Ballester Hernández y el Partido Nacionalista, que dirigía Antonio Fernández Spencer.
El 23 de septiembre en el Estadio de Béisbol Trujillo, hoy Estadio Quisqueya, para reafirmar su participación en las elecciones que le régimen remanente había dispuesto celebrar en diciembre de 1961. Otras actividades masivas del Partido Dominicano, que buscaban mantener viva la agrupación trujillista, en medio de la histeria popular anti trujillista y la debilidad en que se encontraban los gobernantes herederos del dictador, se celebraron el interior del país. Pero el Partido Dominicano ya no tenía lugar en el medio dominicano. Los trujillistas se habían dado a desbandada y desde la Universidad de Santa Domingo a las escuelas de menor nivel, en las organizaciones profesionales y laborables que se estaban formando hasta las denominaciones religiosas y las logias, se reclamaba el término del régimen remanente trujillista y por doquier era evidente el repudio masivo a los que habían sido colaboradores del dictador ajusticiado.
Bajo el peso de esa realidad, el 28 de diciembre de 1961 fue disuelto el Partido Dominicano en una asamblea extraordinaria que tuvo lugar en su local nacional donde se reunieron los miembros del bufete directivo, los delegados de las juntas provinciales y una mayoría de los miembros de la cámara legislativas. En carta dirigida por Ernesto Sánchez Rubirosa, vicepresidente de la Junta Central Directiva, en funciones de presidente, se le comunicó al presidente Balaguer la decisión de disolver la agrupación política que había acompañado al dictador Rafael Trujillo a lo largo de su regencia y con la cual los dominicanos habían aprendido no solamente a votar en las elecciones que este preparaba, sino también a tipificar el instrumento político por excelencia de las dictaduras para hacerse legitimar.

## Órganos directivos
La dirección del Partido Dominicano estaba regida por la Junta Central Directiva esta a su vez dirigida por un bufete directivo, cuyos miembros eran elegidos anualmente entre los afiliados del partido. El bufete directivo para 1953 estaba compuesto de la siguiente manera: Modesto E Diaz, Presidente; Ruben Suero y Pedro Casals Pastoriza, Vicepresidentes; Juan A Cochen, Tesorero General; Miguel A Baez Diaz, Secretario de Actas; Cesar A Bonetti Martínez, Secretario General; Jose Ernesto García Aybar, Carlos Sánchez y Sánchez y Marcial Martínez Larre, Vocales.
Las disposiciones de la Junta Central Directiva eran ejecutadas por su presidente, aexiliado por el siguiente personal administrativo: dos vicepresidentes, un secretario general, un tesorero general, un inspector general, un ayudante del presidente, una supervisora de la Rama Femenina, y por los jefes de las Secciones de Propaganda e Información; Inscripciones, Personal, Pago y Contabilidad, Equipo y Aprovisionamiento, Trámite y Archivo, Ingeniería, Biblioteca, Publicaciones, Mimeografia y Encuadernación.

## Declaración de principios
La Declaración de principios era el fundamento del partido.

1. Reconoce que el único sistema de gobierno adecuado para nuestro pueblo es el sistema de gobierno civil, republicano, democrático y representativo, establecido por los fundadores de la nacionalidad y consagrado por la constitución y mantendrá,  por tanto, siempre el principio de que el gobierno sea una representacion armoniosa de todos los sectores e intereses del pueblo dominicano.
2. Reconociendo que la libertad y la democracia son elementos esenciales de la vida de toda colectividad,  el Partido Dominicano ha propugnado siempre, y continuara  esforzándose, porque las actividades del pueblo dominicano, en todo sus aspectos, se desenvuelvan dentro de un ambiente de absoluta libertad.
3. El Partido Dominicano declara que la dominicanizacion de las regiones fronterizas es un deber patriótico ineludible.